# 成尾亜矢子
成尾 亜矢子（なるお あやこ）は、日本のピアニスト。

## 人物
神戸女学院大学・音楽学部卒業後の2002年8月、アメリカ合衆国・ロサンゼルスでの「国際ピアノシンポジウム」に出演。
2003年、ミス日本コンテスト第35期生に「準ミス日本」として選ばれ、その後ピアニスト活動に本格的に専念。全国各地のコンサートホールなどでのソロ演奏会のほか、各地のイベントや病院などを訪れたミニコンサート、広島市への原爆投下の際に奇跡的に残ったとされる「被ばくピアノ」を使った「いのちのコンサート」にも出演した。
2012年、山梨県にて「環境問題」をテーマに、「オルゴールとピアノ演奏、並びに作品解説」を融合させた「歴史を紡ぐコンサート」というイベントを展開。
2013年、デビューアルバム「祈り」出版。
2015年、守口市にて「春夏秋冬」の季節を題材にしたコンサート。2017年、新発田市で杉並児童合唱団とのコンサート。軽井沢で舞台との融合型リサイタル「ショパンの人生、その愛」出演。
名古屋市の愛知県芸術センターで自主制作の記録映画「一音一会 〜心に寄り添う奏で〜」が上映され、その作品の主演も務めた。